# Da Lat
Đà Lạt és una ciutat al Vietnam. És l'habitant de la província de Lam Dong. Dalat es troba a l'altiplà, 1500 m sobre el nivell del mar, amb clima temperat. La temperatura mitjana és de 18 °C - 25 °C. La temperatura més alta a Da Lat va ser de 27 °C, i la més baixa va ser de 6,5 °C. El poble francès va començar a construir aquesta ciutat el 1907 després de Yersin explorar aquesta terra. El poble francès construït moltes viles, hotels de resort. Al voltant de la ciutat hi ha diversos valls, llacs, cascades. L'aeroport és a 24 km al sud de la ciutat. Avui dia, Dalat és una de les destinacions turístiques més importants del Vietnam. La població és 206.105 (2009), 185.509 habitants urbans. La ciutat cobreix 393,29 km².